# Triploidita
La triploidita és un mineral de la classe dels fosfats, que pertany al grup de la triplita. Rep el seu nom de la TRIPLita i del grec eidos, semblar, al·ludint a la seva semblança amb la triplita en l'hàbit i composició química.

## Característiques
La triploidita és un fosfat de fórmula química Mn2+
2(PO₄)(OH). Cristal·litza en el sistema monoclínic. La seva duresa a l'escala de Mohs oscil·la entre 4,5 i 5. És un mineral isostructural amb la sarkinita, la triplita, la wolfeïta i la zwieselita. És l'anàleg amb manganès (Mn2+) de la wolfeïta.
Segons la classificació de Nickel-Strunz, la triploidita pertany a «08.BA: Fosfats, etc. amb anions addicionals, sense H₂O, només amb cations de mida mitjana, (OH, etc.):RO₄ sobre 1:1» juntament amb els següents minerals: ambligonita, montebrasita, tavorita, triplita, zwieselita, sarkinita, wagnerita, wolfeïta, stanĕkita, joosteïta, hidroxilwagnerita, arsenowagnerita, holtedahlita, satterlyita, althausita, adamita, eveïta, libethenita, olivenita, zincolibethenita, zincolivenita, auriacusita, paradamita, tarbuttita, barbosalita, hentschelita, latzulita, scorzalita, wilhelmkleinita, trol·leïta, namibita, fosfoel·lenbergerita, urusovita, theoparacelsita, turanita, stoiberita, fingerita, averievita, lipscombita, richel·lita i zinclipscombita.

## Formació i jaciments
Va ser descoberta a la pedrera Fillow, a la localitat de Branchville, a Redding, al comtat de Fairfield (Connecticut, Estats Units). També ha estat descrita a diversos indrets del continent americà, Europa i Àsia.